# Imperator (Római Birodalom)
Az Imperator alapvetően olyan személyiség volt a Római Köztársaság idején, aki birtokolta a főhatalmat (latinul imperiumot), azaz a consulok és a proconsulok megnevezése is imperator volt. Tacitus közlése szerint bevett gyakorlat volt, hogy a katonák győztes hadvezérüket szintén imperatornak kiáltották ki, ez azonban nem számított hivatalos aktusnak, és a vezért nem jogosította fel a cím használatára. A köztársaság utolsó éveiben azonban presztízskérdéssé vált az imperatori elnevezés viselése, elsősorban az egymással vetélkedő hadurak bázisának megőrzése szempontjából.
A köztársasági időkben az Imperator kitétel mindig a név után helyezkedett el, így például Cicero ciliciai proconsulsága alatt magát Marcus Tullius Cicero Imperatornak titulálhatta. Az első kísérlet a cím jogtalan megszerzésére Caius Julius Caesaré volt, akinek számára fontos volt, hogy a katonai töltetű szó a neve részét képezze.
Kr. e. 36-ban, Sextus Pompeius legyőzése után Octavianus a neve részévé, méghozzá elöl álló praenomenné tette az Imperator szót. Mindazonáltal ő is, és közvetlen utódja, Tiberius is megadta más hadvezéreknek, azonban ezután a gyakorlat megszűnt. Tiberius és Claudius nem viselte a címet, azonban Nero uralkodásával kezdődően az Imperator cím – leginkább rövidített formában (Imp.) – a császári titulus kezdő szavaként rögzült, függetlenül az esetleges hadi sikerektől.
A Római Birodalom két részre szakadását követően a bizánci uralkodók a címet görög fordításban, mint autokratór használták, de latin szövegekben a bizánci uralkodó címeként változatlanul az Imperator szerepelt.
A cím a Német-római Birodalomban élt tovább, a német-római császárok egészen a 19. századig használták az Imperator címet. I. (Nagy) Péter orosz cár 1721-ben vette fel a címet, bevezetve az orosz nyelvbe az addig nem létező kifejezést (император). Ezzel jelezni kívánta Oroszország birodalmi nagyságát, és azt, hogy Moszkva mint a harmadik Róma a kereszténységben Bizánc teljes jogú utóda. A latin eredetű kifejezés az ország európaizálásának is szimbóluma volt.
A császár jelentésű angol emperor, francia empereur, olasz imperatore, spanyol emperador stb. ebből a szóból ered.